# Talking to You
Talking to You är en låt framförd av den danska sångaren Jakob Sveistrup. Låten var Danmarks bidrag i Eurovision Song Contest 2005 i Kiev i Ukraina. Låten är skriven av Andreas Mørck och Jacob Launbjerg.
Bidraget gick först vidare från semifinalen den 19 maj där det hamnade på tredje plats med 185 poäng. I finalen den 21 maj slutade det på nionde plats med 125 poäng.